# Svenska Castingförbundet
Svenska Castingförbundet är ett specialidrottsförbund för castingsport. Bildat 1961 och invalt i Riksidrottsförbundet 1961. Förbundets kansli ligger i idrottens hus, Stockholm.